# Райко Митич (стадион)
„Райко Митич“ е футболен стадион, намиращ се в Белград. На него домакинските си мачове играят „Цървена звезда“ и националният отбор на Сърбия. Има категория 3 звезди от УЕФА.

## История
Строителството на стадиона започва през 1960 година. Открит е на 1 септември 1963, когато „Цървена звезда“ играят с „Риека“. На него присъстват 55 хиляди зрители. Когато стадионът е завършен, капацитетът му е 54 хил. зрители. През 1973 на този стадион се играе финалът за КЕШ между „Аякс“ и „Ювентус“, а на трибуните присъстват над 90 хил. зрители. В средата на 90-те капацитетът му е намален до 55 хил. зрители.